# Macinaggio

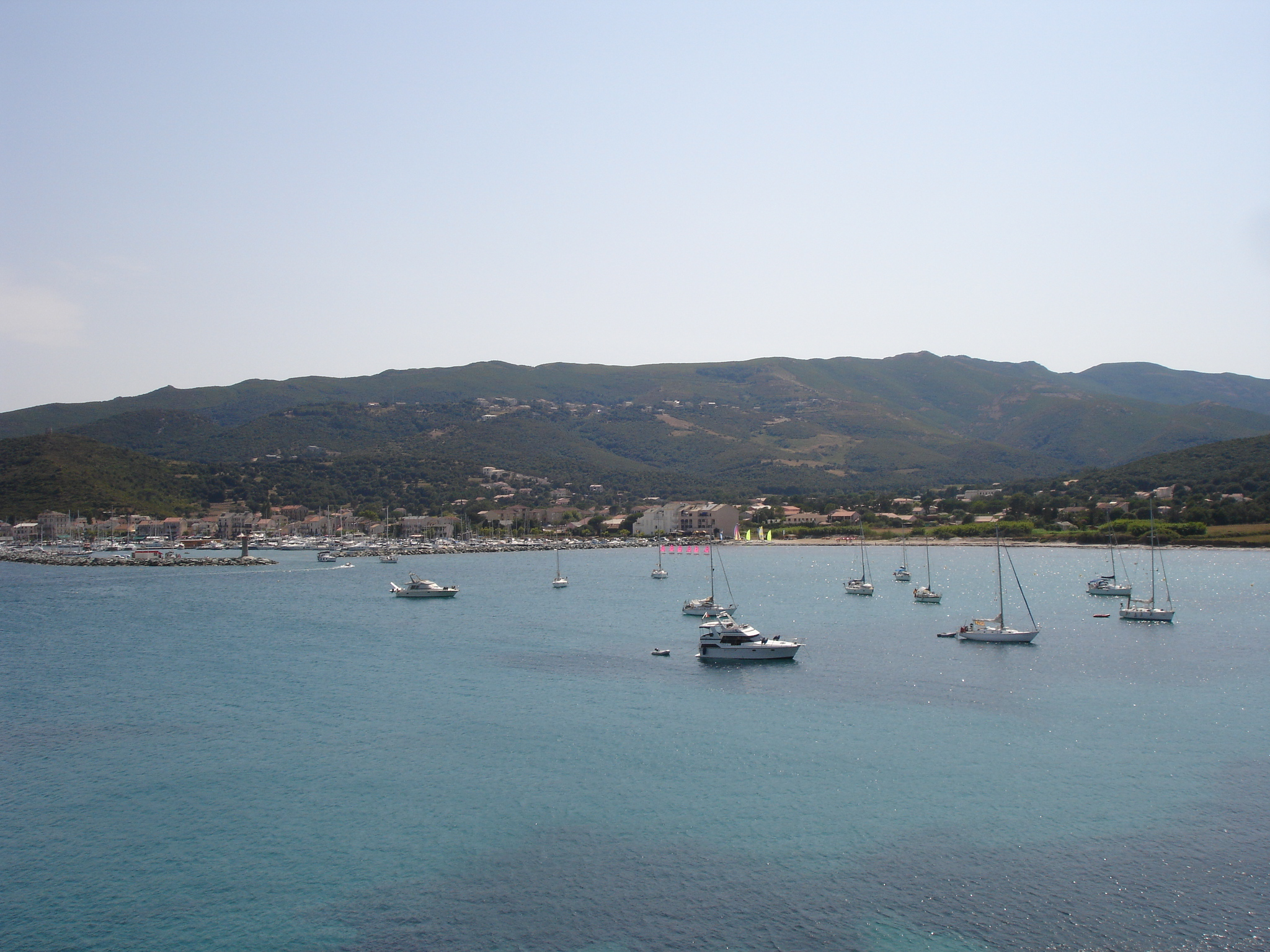
Hafen Macinaggio

Macinaggio (korsisch: Macinaghju) ist eine Hafenort und Teil der Gemeinde von Rogliano, im Departement Haute-Corse auf Korsika. Der Hafen Macinaggio liegt an der nordöstlichen Seite des Cap Corse rund 4,5 km von Rogliano entfernt.

## Hafengeschichte
Macinaggio, das seinen Namen wegen seiner Windmühlen erhielt, ist der größte Hafen von Cap Corse. Seit der Antike ist er sehr aktiv, schon die Römer nutzten ihn als Militärhafen. Von den Genuesen wurde der Hafen 1620 bei der Ausfuhr von Olivenöl und Wein zur Italienischen Halbinsel genutzt.

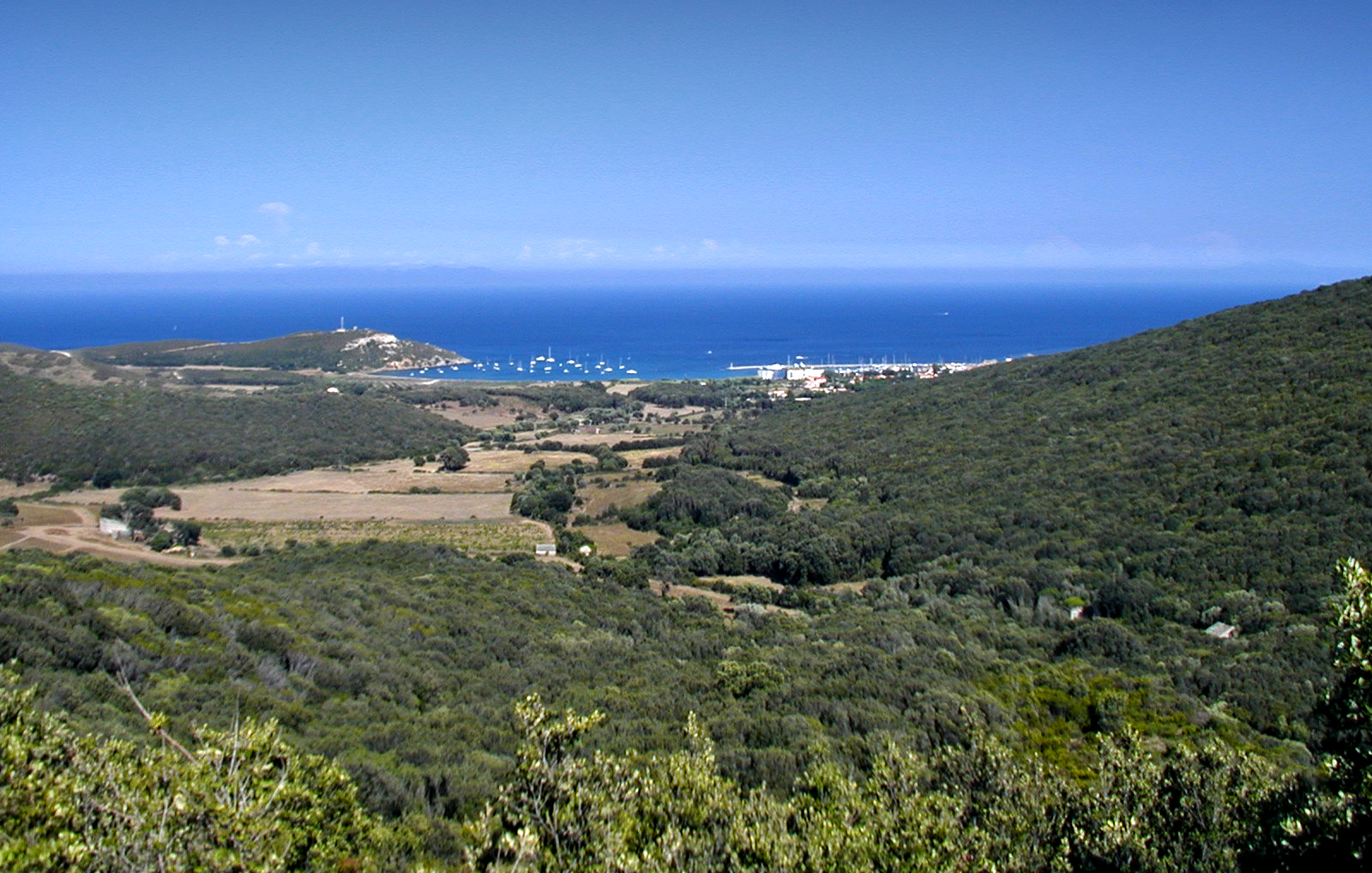
Sicht auf den Hafen

Von Juni 1748 bis 1753 war der Hafen von französischen Truppen besetzt und wurde zu militärischen Zwecken ausgebaut. Historisch bekannt wurde der Hafen vor allem auch durch den korsischen RevolutionärundWiderstandskämpfer Pasquale Paoli, als er Korsika am 14. Juli 1790 vom Hafen Macinaggio aus verließ und ins Exil nach England segelte. 1814 landete Napoleon Bonaparte auf seiner Rückkehr aus dem Exil von der Insel Elba kommend im Hafen. Im Dezember 1869 lief die kaiserliche Yacht "L’Aigle" den Hafen von Macinaggio an, nachdem die Kaiserin Eugénie den Suezkanal eingeweiht hatte.
Heute ist der Hafen, der auf dem ursprünglichen Hafen basiert und erweitert wurde, einer der bedeutenden Freizeithäfen an der toskanischen Küste im Mittelmeer und durch den Sommertourismus stark frequentiert.

## Hafeneinrichtung
Der Innenhafen von Macinaggio ist durch einen Wellenbrecher von der Meeresseite geschützt. Insgesamt verfügt der Hafen über 600 Liegeplätze. Der Hafen kann Schiffe mit bis zu 50 m Länge an seinen Kais unterbringen, die auf große Boote eingerichtet sind. 260 Liegeplätze sind reserviert für Kurzaufenthalte. 
Auf der angrenzenden Grundstücksfläche befinden sich technische Dienstleistungsunternehmen für Boote, sowie Duschanlagen, Sanitäreinrichtungen und Restaurants. Es gibt einen Hebe-Ponton (bis 45 Tonnen), Kran, Trinkwasser, Kraftstoff- und Stromversorgung direkt am Kai.